# Herminia cribralis
Herminia cribralis är en fjärilsart som beskrevs av Jacob Hübner 1796. Herminia cribralis ingår i släktet Herminia och familjen nattflyn. Inga underarter finns listade i Catalogue of Life.